# Langerfelder Straße 141/143

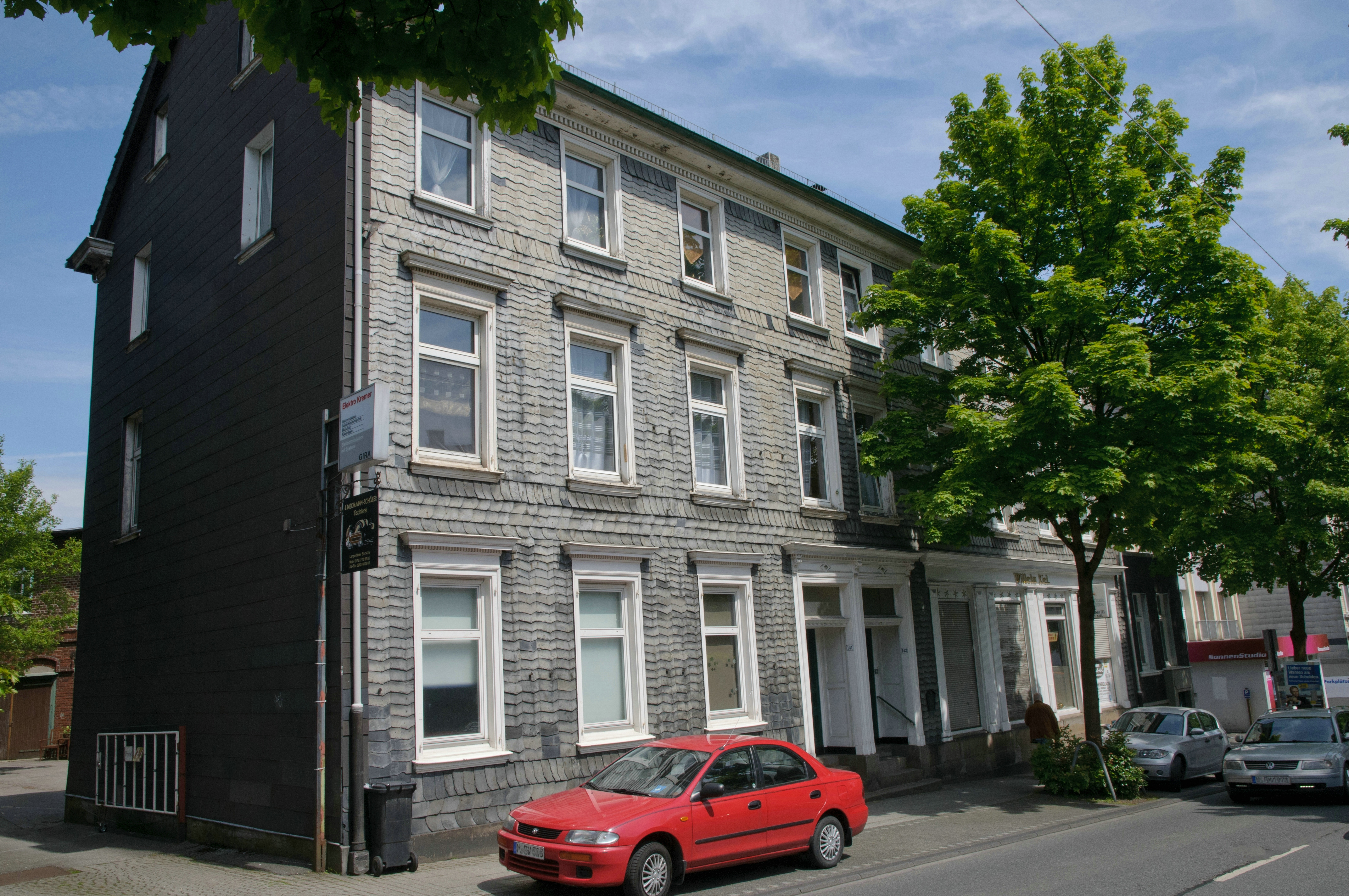
Langerfelder Straße 141/143

Das Doppelwohnhaus Langerfelder Straße 141/143 ist ein dreigeschossiges Wohn- und Geschäftshaus in Wuppertal-Langerfeld aus der zweiten Hälfte des 19. Jahrhunderts. Das Fachwerkhaus ist verschiefert und mit einem Satteldach überdeckt.
Im Erdgeschoss des Gebäudeteils Langerfelder Straße 143 liegt ein Ladenlokal, das unter dem Namen „Kaffeehaus Kiel“ bekannt war. Wilhelm Kiel (1849–1933) war lange Jahre Kirchmeister und Mitglied kommunaler Vertretungen in Langerfeld und betrieb das ehemalige Lebensmittelgeschäft.
Am 8. März 1989 wurde das Haus als Baudenkmal in die Denkmalliste der Stadt Wuppertal eingetragen.